# Adolf Ivar Arwidsson

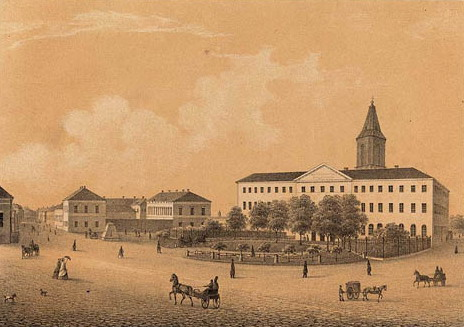
Adolf Ivar Arwidsson zaczął swoją działalność polityczną jako lektor w Akademii w Turku.

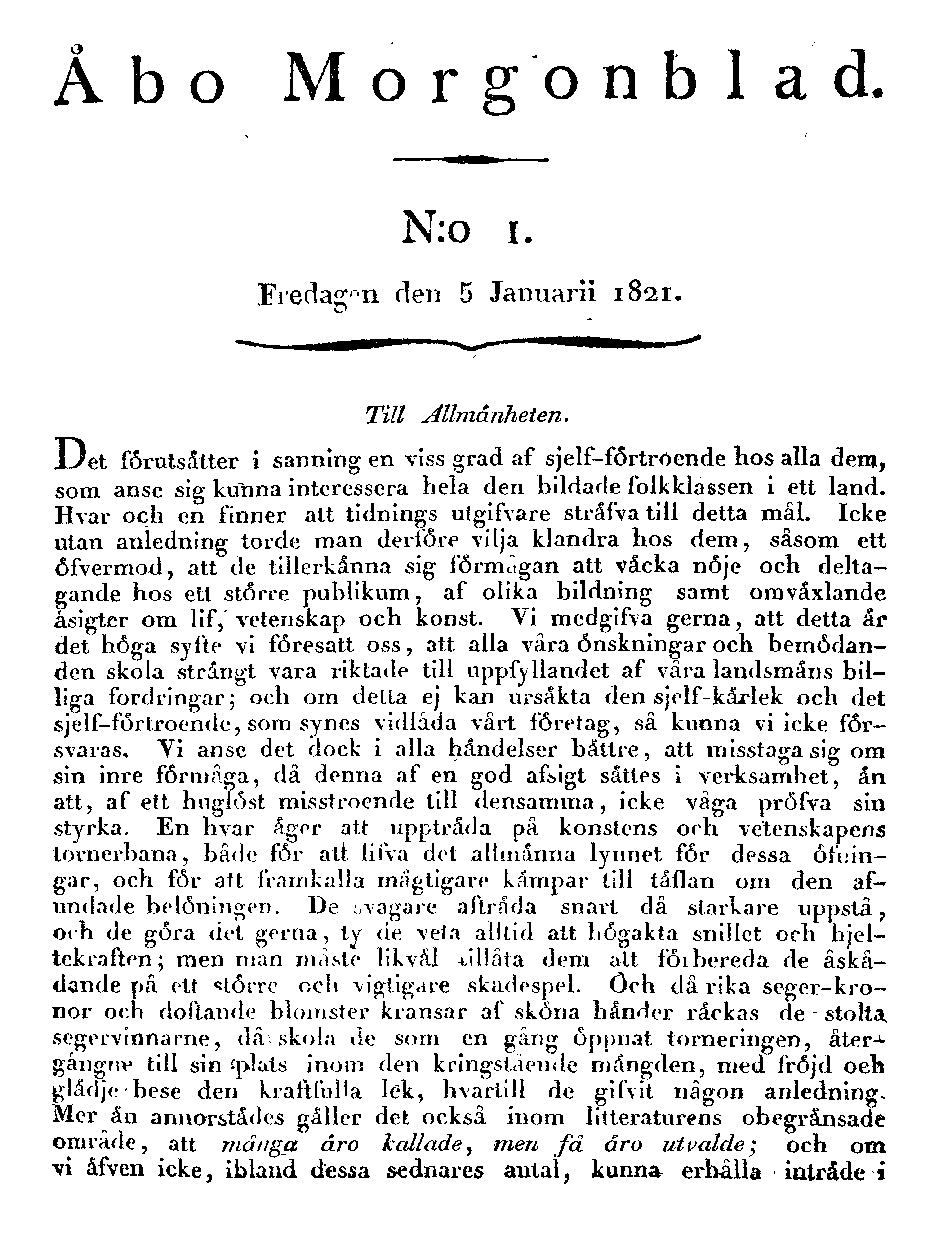
Åbo Morgonblad (dziennik poranny z Turku) redagowany przez Adolfa Ivara Arwidssona

Adolf Ivar Arwidsson (ur. 7 sierpnia 1791 w Padasjoki, zm. 21 czerwca 1858 w Wyborgu) – fiński dziennikarz polityczny, pisarz i historyk. Krytyk stanu Finlandii jako wielkiego księstwa w imperialnej Rosji, co przypłacił wydaleniem z Królewskiej Akademii w Turku i emigracją do Szwecji, tam kontynuował działalność polityczną. Fiński ruch narodowy uważa Arwidssona za ojca niepodległej Finlandii.

## Życie

### Okres fiński
Adolf Ivar Arwidsson urodził się w 1791 r. w Padasjoki w południowej Finlandii. Jego ojciec, kapelan, później przeniósł się z rodziną do Laukaa w środkowej Finlandii. Laukaa ucierpiało w wojnie Rosyjsko-Szwedzkiej w latach 1808–1809, a Arwidsson znalazł się w granicach imperium rosyjskiego, do którego należała Finlandia, jako autonomiczne Wielkie Księstwo. W 1809 roku, jeszcze jako licealista w Porvoo, Arwidsson był posłem na sejmie w Porvoo, na którym stany fińskie złożyły przysięgę na wierność carowi. Umożliwiając wsparcie szwedzkojęzycznych wyższych warstw społeczeństwa fińskiego dla odrębnej tożsamości fińskiej docent Arwidsson pod pseudonimem Pekka Kuoharinen napisał, nieco modyfikowaną, lecz często cytowane przez ruch Fennoman kredo:  „Szwedami nie jesteśmy już dalej, Rosjanami nie będziemy, więc bądźmy Finami.”  (po szwedzku:  „Svenskar äro vi inte längre, ryssar vilja vi inte bli, låt oss alltså bli finnar”, po fińsku:  „Ruotsalaisia emme ole venäläisiksi emme tahdo tulla, olkaamme siis suomalaisia”). W roku 1814 Królewska Akademia w Turku nadała mu tytuł magistra filozofii, a w r. 1817 nadała mu stopień doktora. Arwidsson został wykładowcą w tejże Akademii. Językiem ojczystym Arwidssona był szwedzki i wszystkie jego prace zostały napisane w języku szwedzkim, choć biegle znał język fiński. Po doktoracie Arwidsson spędził rok w Szwecji. W tym czasie nawiązał kontakt z fińskimi emigrantami w Uppsali i Sztokholmie. Po powrocie, w r. 1820, Arwidsson, który do tej pory pisał poezję liryczną, przedłożył do publikacji tekst polityczny, którego ostry ton szybko zwrócił na niego uwagę stołecznego Sankt Petersburga, skutkiem tego, w r. 1822 stracił posadę jako wykładowca i został wydalony z uczelni.

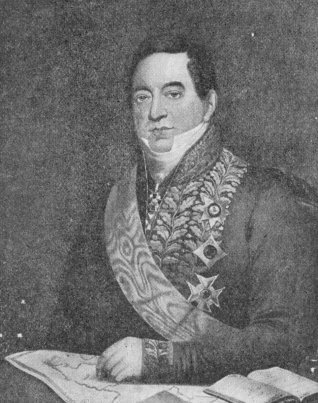
R.H. Rehbinder, sekretarz stanu ministra do spraw fińskich, kluczowa osoba zarówno przy wstrzymaniu publikacji Åbo Morgonblad, jak i emigracji Arwidssona.

W ramach wynagrodzenie za prenumeratę swej gazety Arwidsson jeszcze w 1821 opublikował 80-stronicowy zeszyt  „Oskyldigt Ingenting”, który zawierał obok literackich artykułów odbitkę nakazu wstrzymania publikacji „Åbo Morgonblad”, a także zakończenia kilku nieopublikowanych z powodu zakazu wieloczęściowych artykułów drukowanych w odcinkach. kontynuował pracę dziennikarską w czasopiśmie” „Mnemosyne”, w którym 28 lutego 1822 ukazał się jego artykuł „Betraktelser”, ale anonimowo (jego autorstwo jednak było oczywiste, artykuł dotyczył kwalifikacji i wykształcenia urzędników, prowadzenia się wojskowych i ich skłonności do przeklinania). To bodaj ostatni artykuł Arwidssona w gazecie w Finlandii. Arwidssona z jego artykułami władze nie brały zbyt serio, raczej za fantastę, nawet dostał przezwisko „Fantastengranat”, niepokój władz budził raczej znaczny wpływ Arwidssona na wielu młodych studentów. Z wnioskiem o usuniecie Arwidssona wystąpił podkanclerz Uniwersytetu Johan Fredrik Aminoff, wniosek poparł sekretarz stanu ministra do spraw fińskich R. H. Rehbinder i car Aleksander I nakazał jego trwałe usuniecie z Uniwersytetu 20 maja 1822. W tej sytuacji w r. 1823 Arwidsson wyemigrował do Sztokholmu.

### Okres szwedzki
W Sztokholmie uzyskał pracę jako bibliotekarz w bibliotece królewskiej od 29 kwietnia 1824, ożenił się 25 listopada 1824 z Johanną Karoliną Armfelt, córką oficera we flocie rosyjskiej barona Fredrika Armfelta, a 19 stycznia 1825 stał się poddanym szwedzkim. Arwidsson na emigracji po Sztokholmie pozostał politycznie czynnie, przede pisząc jako anonim lub pod pseudonimem artykuły do gazet na temat szwedzkiej polityki wewnętrznej. Poza tematami bieżącymi szczególną wagę przykładał jednak do dyskusji nad narodowym położeniem Finlandii, natury fińskiej autonomii i w stosunku do celów i nadziei finów. W 1827 r. Arwidsson podjął próbę wyprawy naukowej (celem poszukiwania źródeł pisanych) do Finlandii, ale natychmiast został deportowany z powrotem do Szwecji przez władze carskie. To doświadczenie przyczyniło się do dalszej radykalizacji postawy politycznej w debatach publicznych w Szwecji, w których przedstawiał sytuację w Finlandii w ciemnych barwach, a równocześnie przez przedstawianie pozytywnych aspektów fińskiej tożsamości narodowej usiłować dać impuls do jej rozwoju.
Brał przy tym udział w polemikach, np. tej w latach 1838–1841 prowadzonej głównie broszurami polemicznymi, którą rozpoczęło wydanie we wrześniu 1838 pisma innego emigranta z Finlandii profesora I. Hwassera, w piśmie tym profesor Hwasser pisał, że dzięki przejściu pod zwierzchność cara Finlandia wyemancypowała się od Szwedów i znalazła w państwie cara własną tożsamość, a Finlandia jest zasadniczo zadowolona uzyskanym status quo. Finlandii przypadło równocześnie historyczne zadanie, reprezentowania cywilizacji zachodniej w państwie cara i przerzucenie mostu między tak sprzecznymi kulturą rosyjsko-azjatycką i zachodnioeuropejską. Arwidsson zareagował w listopadzie 1838 (pod pseudonimem Pekka Kuoharinen) broszurą:  „Finland och Framtid”, tzn.  „Finlandia i jej przyszłość”, w której pisał:  „Finlandia nie zawarła na sejmie w Porvoo w 1809 w żadnym wypadku szczególnego pokoju z Rosją, lecz została pochwycona jak zdobyczna prowincja podyktowanymi przez zwycięskiego cara uchwałami. Połączenie z Rosją nie ma gospodarczych zalet, jednak niesie ze sobą ścisły związek z systemem cenzury.”
Nasilenie dyskusji powróciło w latach 1854–1856 w czasie Wojny Krymskiej.
Oprócz swojej działalności politycznej, Arwidsson napisał kilka prac naukowych z historii. W 1843 roku został mianowany dyrektorem Biblioteki Królewskiej. W tym samym roku pozwolono mu udać się do Finlandii, ale mógł skorzystać z tej możliwości dopiero w r. 1858, wówczas wyruszył w podróż dookoła Finlandii. Podczas tej podróży Arwidsson zachorował na zapalenie płuc i zmarł w dniu 21 czerwca 1858 w Wyborgu. Został pochowany w mieście swego dzieciństwa Laukaa. Na jego nagrobku zostały później wyryte poniższe wersy Eliasa Lönnrota:

Maan oman rakkaus vei hänen maasta ja toi hänen jälleen.

Nyt hänen ain’omanaan kätkevä on oma maa

(Miłość do własnego kraju doprowadziła go do wygnania, i przywiodła z powrotem do domu.

Spoczywa tu teraz owinięty całunem swego własnego kraju.)

## Prace naukowe
Z prac naukowych Arwidsona można wymienić m.in.:

### Historyczne
- Na stronie Projektu Runeberg można zapoznać się z Förteckning öfver Kongl. Bibliothekets i Stockholm Isländska Handskrifter („Katalog rękopisów islandzkich w Bibliotece Królewskiej w Sztokholmie” ), wyd. Norstedt & Söner, Sztokholm, 1848.
- Anders Schönberg, Adolf Ivar Arwidsson „Historiska bref om det Svenska regerings-sättet i äldre och nyare tider” ( „Zbiory historycznych listów rządu szwedzkiego z czasów dawnych i współczesnych” ), Sztokholm, Część 1 – r. 1849; Część 2 – 1850; Część 3 – r. 1851.
- „Svenska konungar och deras tidehvarf” (“Królowie szwedzcy i ich epoka”), 1836-43.
- „Trettioåriga krigets märkvärdiga personer” (“Trzydziestoletnia wojna niezwykłych ludzi”), 1844-56.
- „Konung Gustaf III och hans samtida regenter”, (“Król Gustaw III I współcześni mu władcy”), 1846.
- „Ingenii romantici, aevo medio orti, expositio historica” (“Geniusz romantyczny, średniowiecze, ekspozycja historyczna”), 1817.

### Dotyczące Finlandii
- Adolf Ivar Arwidsson „Handlingar till upplysning af Finlands häfder” ( “Dokumenty do oświecenia z dziejów Finlandii” ), wyd. Norstedt, Sztokholm, 10 części 1846-1858: Część 2 – r. 1848; Część 3 – r. 1849; Część 5 – 1852; Część 6 – 1853; Część 7 – 1854; Cześć 8 – 1856; Część 9 – r. 1857; Część 10 – r. 1858.
- Adolf Ivar Arwidsson “Finland och dess invanare” ( “Finlandia i jej mieszkańcy” ), wyd. Hörberg, Sztokholm, Część 1 – 1827; Cześć 2 – 1827.
- „Finland och dess nuvarande statsförfattning” (“Finlandia i jej obecna konstytucja”), 1841.
- „Lärobok i Finlands historia och geografi” („Podręcznik fińskiej historii i geografii”), 1832.
- Mattias Calonius, Adolf Ivar Arwidsson, Axel J. Salmson, C. von Schéde „Mattiae Calonii Opera Omnia”, wyd. P.A. Norstedt & Filii, Sztokholm, 1829-1836.

### Etnograficzne
- Adolf Ivar Arwidsson „Svenska Fornsånger: en Samling af Kämpavisor, Folk-Visor, Lekar och Dansar, samt Barn och Vall-Sånger” („Dawne pieśni szwedzkie: zbiór pieśni bojowych, piosenek ludowych, do zabaw i tańców, a także dla dzieci i śpiewy pastusze”), wyd. Norstedt & Söner, Sztokholm, seria wychodziła w latach 1834–1842: Część 1 – 1834; Część 2 – 1837. Adolf Ivar Arwidsson, Märta Ramsten, Ann-Mari Häggman „Svenska Fornsånger 3” („Dawne pieśni szwedzkie 3”), Uppsala: Kungl. Gustav Adolfs Akademien för svensk folkkultur…, Uppsala, 2015.